# Zaragozai repülőtér
Zaragoza repülőtér (IATA: ZAZ, ICAO: LEZG) egy nemzetközi repülőtér Zaragoza közelében. A légikikötő 1940-ben nyílt meg. Éves utasforgalma 627 837 fő (2022). Üzemeltetője az AENA. Vészhelyzet esetére a NASA bármely űrrepülője számára alternatív leszállóhelyként választották ki a repülőteret.

## Légitársaságok és úticélok
2025-ben a Zaragozai repülőtérről az alábbi járatok indulnak (Utoljára frissítve: 2025-08-16):

### Személy
| Légitársaság    | Célállomások |
| --------------- | --- |
| AlbaStar        | Szezonális charter: Sal                                                                                             |
| Binter Canarias | Gran Canaria, Tenerife–North                                                                                        |
| Iberia          | Szezonális: Gran Canaria, Ibiza, Menorca                                                                            |
| Iberojet        | Szezonális charter: Burgas                                                                                          |
| Ryanair         | Bergamo, Charleroi, London–Stansted, Marrakesh, Santiago de Compostela Szezonális: Beauvais, Fez, Palma de Mallorca |
| Volotea         | Szezonális: Menorca                                                                                                 |
| Vueling         | Palma de Mallorca                                                                                                   |
| Wizz Air        | Bukarest–Otopeni, Cluj-Napoca, Róma–Fiumicino                                                                       |

### Cargo
| Légitársaság         | Célállomások |
| -------------------- | --- |
| Air China Cargo      | Amszterdam, Shanghai–Pudong, Tianjin |
| Atlas Air            | Almaty, Amszterdam, Baku, Bangkok–Suvarnabhumi, Delhi, Dubai–Al Maktoum, Istanbul, Liège, Mexico City, Mexico City–AIFA, Miami, Riyadh, Seoul–Incheon, Sharjah, Tel Aviv, Zhengzhou |
| Avianca Cargo        | Amszterdam, Bogotá, Miami |
| Cargolux             | Luxembourg |
| China Cargo Airlines | Amszterdam, Shanghai–Pudong |
| Emirates SkyCargo    | Dubai–Al Maktoum, Mexico City, Quito |
| Ethiopian Cargo      | Addis Ababa, Bogotá, Guangzhou, Liège, Mexico City, Miami |
| Geo-Sky              | Türkmenabat |
| Qatar Airways Cargo  | Beirut, Chicago–O'Hare, Dhaka, Doha, Houston–Intercontinental, Los Angeles, Luxembourg, Mexico City, New York-JFK, Quito                                                            |
| Saudia Cargo         | Dammam, Riyadh |

## Forgalom
Az utasforgalom az elmúlt években az alábbi módon változott:
| Utasok száma | 228 069 | 381 849 | 512 184 | 528 313 | 751 097 | 418 580 | 419 529 | 489 064 | 172 344 | 627 837 |
|              | 2003    | 2005    | 2007    | 2009    | 2011    | 2014    | 2016    | 2018    | 2020    | 2022    |